# BMW i8
BMW i8 är en sportbil och plug in-hybrid som tillverkades av den tyska biltillverkaren BMW mellan 2014 och 2020.
Bilen visades i konceptform på Frankfurtmässan 2009 och i produktionsutförande 2013. Första leveranserna till kund startade året därpå.

## Bilder

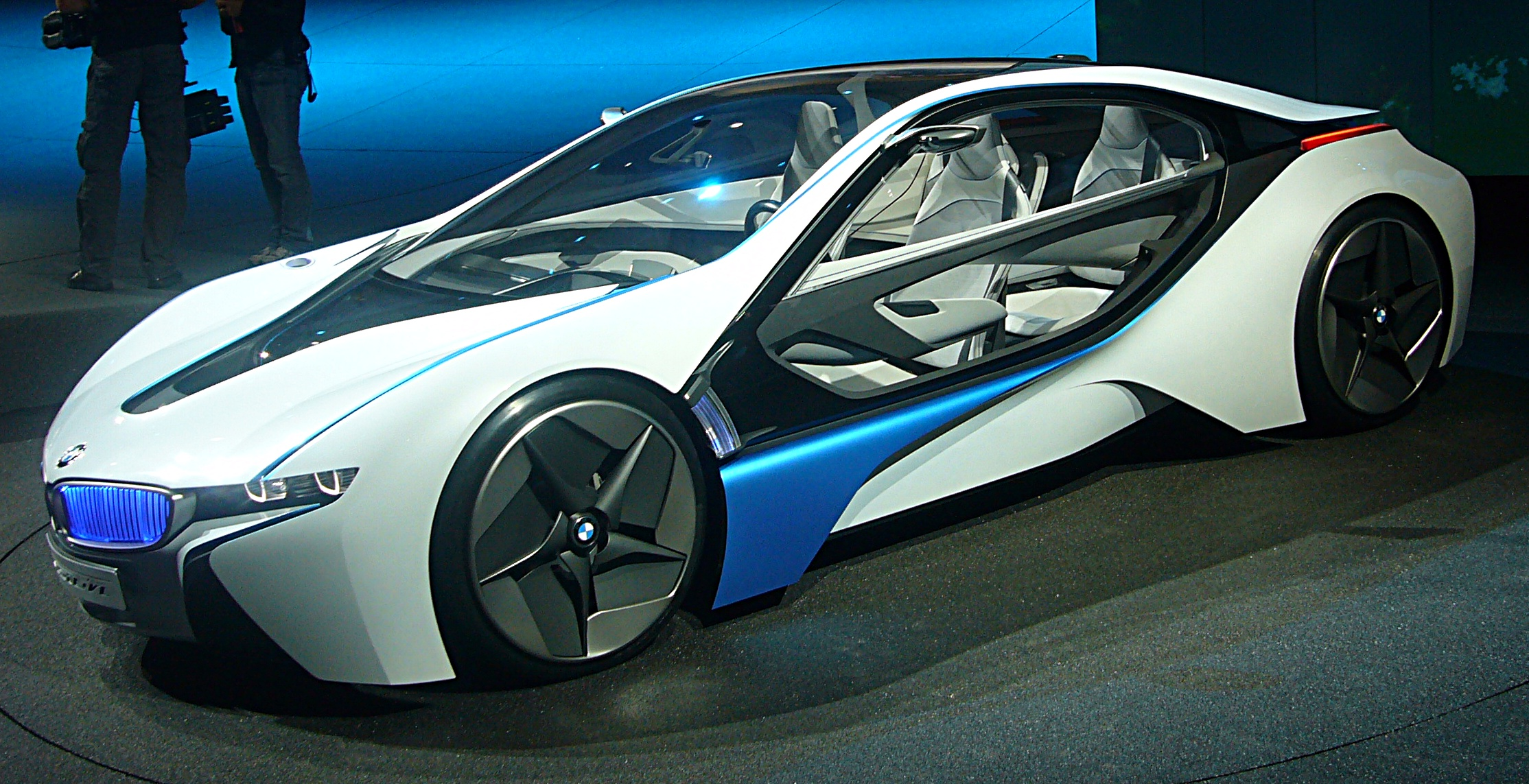
BMW Vision Efficient Dynamics 2009.
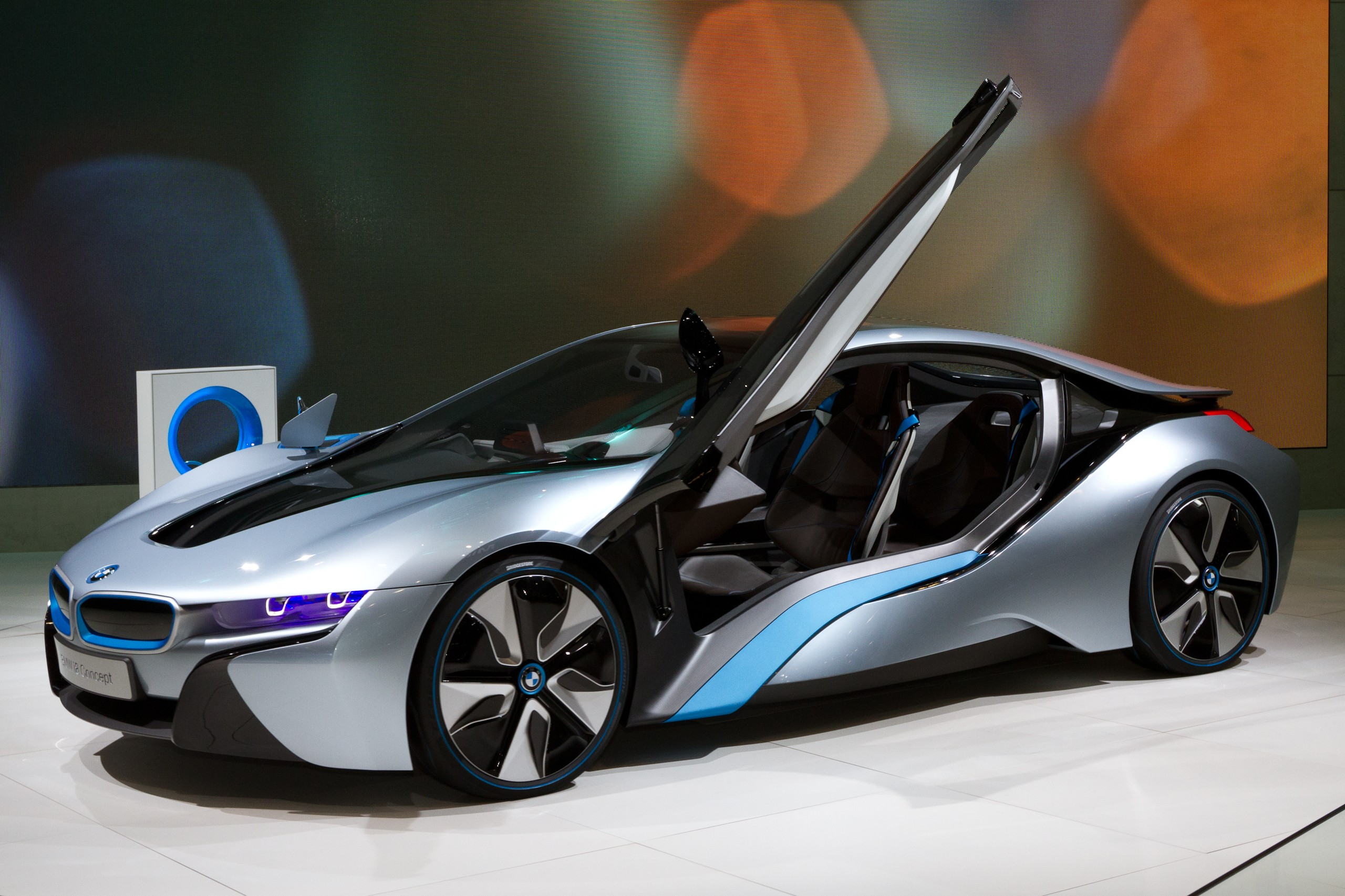
BMW i8 Concept 2011.
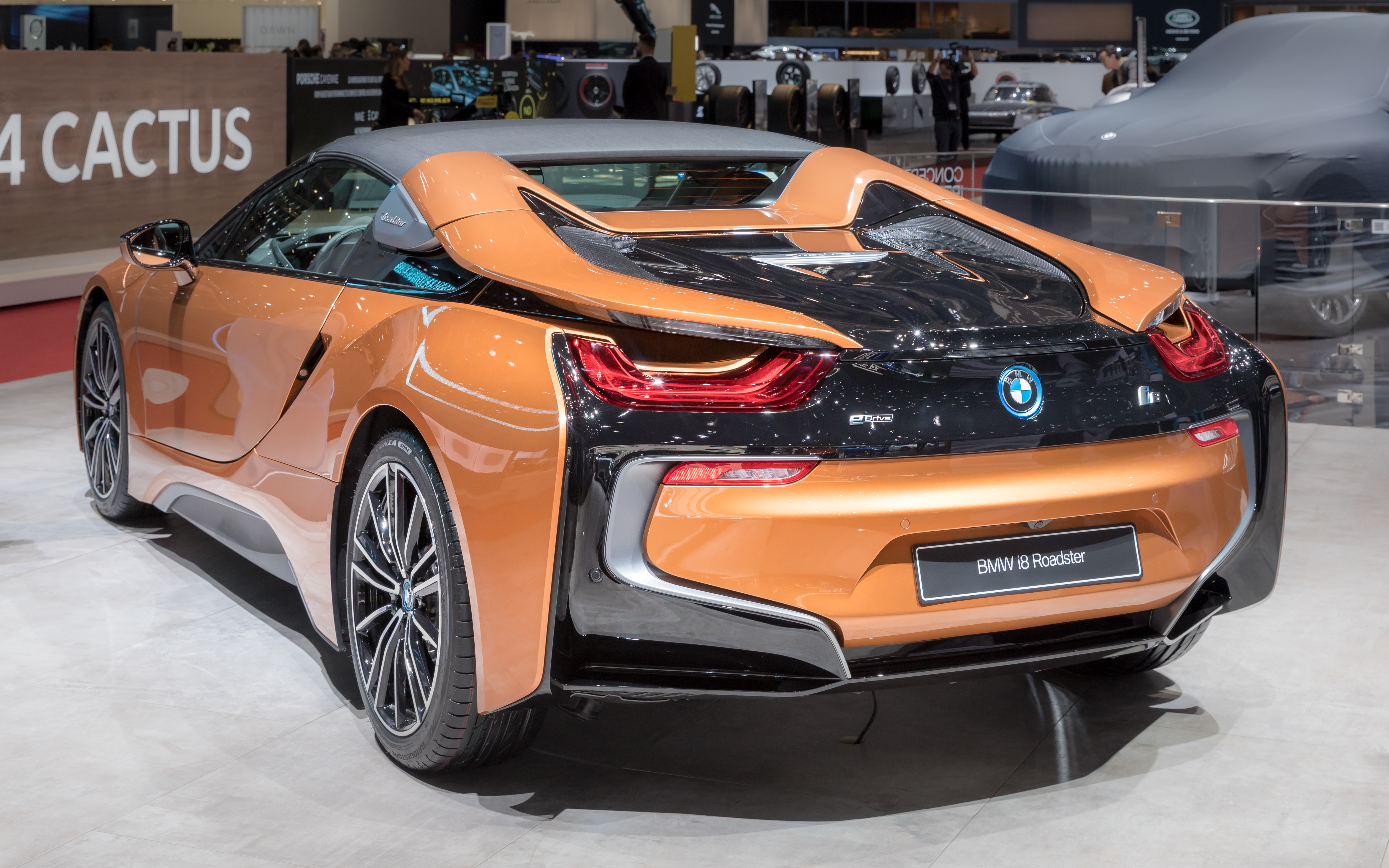
BMW i8 Roadster.